# سلطان محمد نور

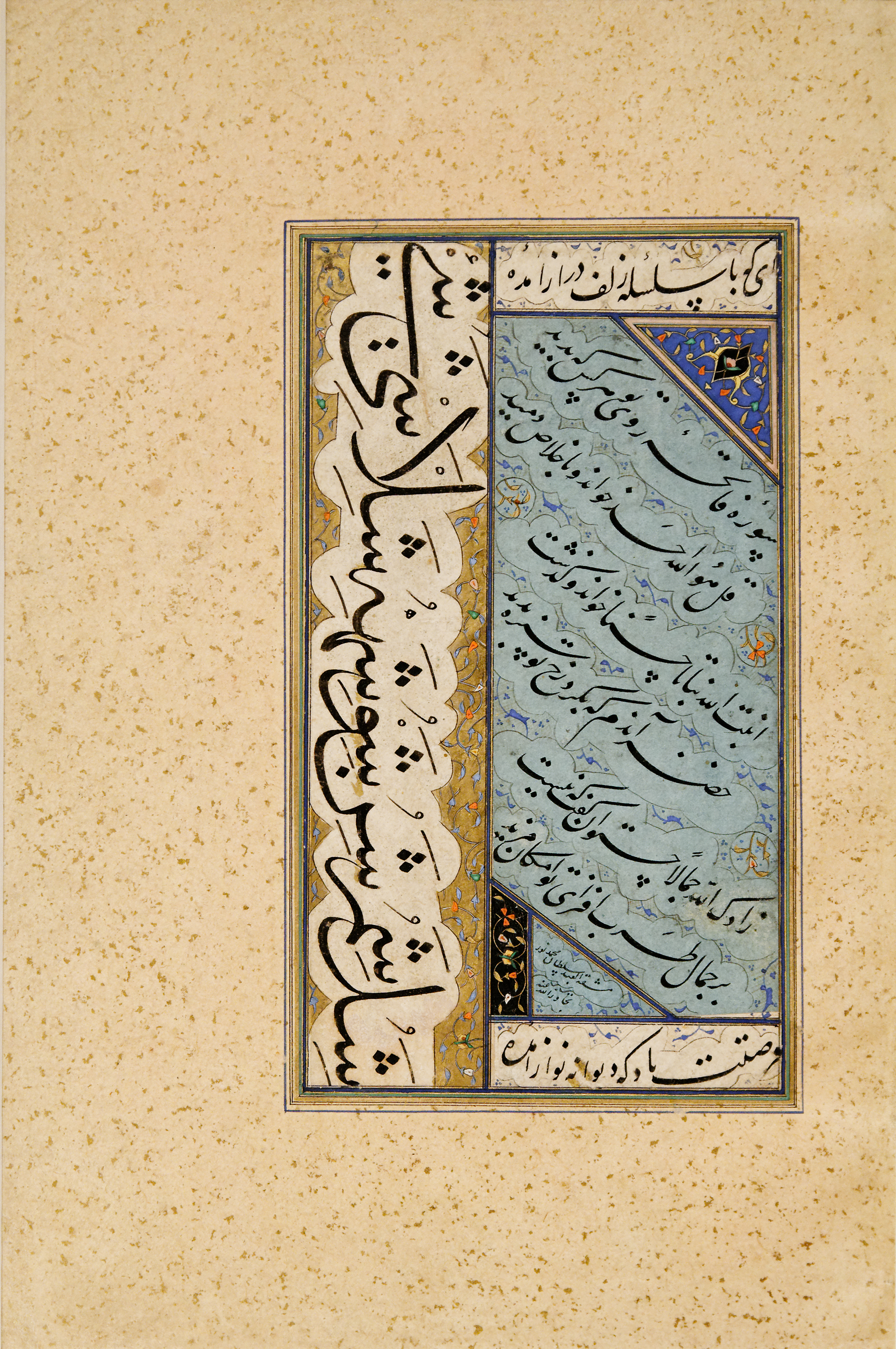
برگی به خوشنویسی سلطان محمد بن نورالله که با آبرنگ و طلا رنگین شده است.

سلطان محمد بن نورالله (زاده ۱۴۷۲ و درگذشته ۱۵۳۶ میلادی) معروف به سلطان محمد نور یکی از خوشنویسان اهل هرات افغانستان امروزی است. وی در دربار سلطان حسین بایقرا به خوشنویسی مشغول بوده است.
سلطان محمد نور در خط نستعلیق از بهترین شاگردان سلطان‌علی مشهدی بوده است. او اهل هرات بوده و در دستگاه امیرعلی‌شیر نوایی (۸۴۴–۹۰۶ه‍.ق) وزیر دانشمند سلطان حسین بایقرا کاتب و ملازم دربار بوده است.
نسخه ای از کتاب ظفرنامه تیموری که به خط وی است در کتابخانه کاخ گلستان تهران محفوظ است.